# Grand Theft Auto: Liberty City Stories
Grand Theft Auto: Liberty City Stories és el novè videojoc de la saga GTA i el primer a aparèixer en PSP, sent el joc més venut fins a la data per a aquesta plataforma. Posteriorment es va fer una conversió del joc per a PS2. La Take-Two Interactive amb les subsidiàries Rockstar Games, Rockstar North, i Rockstar Leeds van ser les empreses creadores d'aquest joc. El seu preu a Europa i els Països Catalans per a PSP és de 54.95 €, i per a PS2, 29.95 €, encara que als Estats Units va sortir encara més barat, a 19.99$.

## Història
El protagonista del joc és en Toni Cipriani, un mafiós que ha estat a l'ombra molt de temps, per haver assassinat un altre important mafiós, i que torna a la seva ciutat, a Liberty City, l'any 1998 (ciutat on es desenvolupava un altre joc de la saga, Grand Theft Auto 3, però l'any 2001).

## Desenvolupament
En el joc rebrem tasques de contactes com ara Salvatore Leone, el cap dels Leone, família per a la que treballa Toni, o de la seva pròpia mare. Una de les característiques de la saga GTA és la possibilitat de recórrer tota la ciutat (basada a Nova York, però inexistent) i tenir diferents treballs, com ser bomber, repartidor de pizzes o venedor de cotxes. Un dels requisits per a completar el joc al 100% és arreplegar els 100 paquets ocults del joc. A més, cada vegada que s'arrepleguen 10 paquets, es disposarà d'una arma nova en el pis franc, des d'una simple pistola a un poderós llançacoets.

## Personatges
- Toni Cipriani: Va aparèixer anteriorment al GTA 3. Ara li tenim com a protagonista, tres anys més jove i amb més habilitat.
- Salvatore Leone: També va aparèixer al GTA 3. És un dels majors caps de màfia de Liberty city. Morirà assassinat el 2001, en la mateixa ciutat tirotejat per Claude Speed.
- Vicenzo Gilli "Lucky" (L'afortunat): És el primer cap d'en Toni. No acaben de travar amistat i per això Vicenzo va intentar matar Toni en diverses ocasions. Va fracassar en totes i mor en el seu últim intent.
- J.D. O'Toole: Joseph David O'Toole és amo de Paulie's Bar. És un pervertit, que en diverses ocasions presumirà de tindre sexe durant el joc.
- Senyora Cipriani: Encara que no se li veja la cara, és la mare de Toni. Una vegada intentarà matar-lo.
- Giovanni Cassa: És amo d'una carnisseria i, segons la mare de Toni, fa les millors salsitxes de la ciutat. És un altre pervertit de la ciutat. La seua vida finalitzarà quan Toni li fa picada i ho ven en la seua pròpia carnisseria com a material per a fer salsitxes.
- Maria Latorra: És l'esposa de Salvatore (Encara que no ho ama, li insulta...) Segons la història, es van conéixer en Sant Andreas, en el Casino Caligula, on més tard li va demanar matrimoni. Actualment és drogoaddicta i estarà enamorada (En un principi, almenys) de Toni, encara que en una missió s'escaparà amb un cert Wayne. S'embolicarà amb Claude Speed (personatge de GTA 3) en 2001.
- Wayne: És cap d'una panda de moteros. Va maltractar a Maria quan li va confessar el seu amor per Toni i este es va veure abligado a matar-li.
- Massimo Torini: Cap de la màfia siciliana i "roín" del final.
- Mickey Hamfists: És un assassí a sou de Salvatore. Va ser l'encarregat de l'assassinat de J.D.
- R.C. Hole: És l'exalcalde de Liberty City. Pareix que va vendre a Salvatore i tènia a la màfia siciliana menjant en la seua mà i això va fer que Toni li matara.
- Donald Love: Aparegut en GTA 3. És un candidat a alcalde, amic de Salvatore. Es diu que és caníbal, ja que se li veu, en una ocasió, menjant d'un plat quelcom que pareix un tors humà.
- Ned Burner: Li veurem en un principi ficat en un confessionari, donarà ordes a Toni perquè es venga millor el Liberty Tree (Periòdic de la ciutat). Després agarrarà Toni assassinant un home i fes una foto sulla in fraganti. Això va obligar Toni matar-li
- Lleó McAffrey: Únic policia corrupte de Liberty City a Vice City. Un altre contacte important de Salvatore Leone
- Toshiko Kasen: Dona del cap de la Yakuza (màfia japonesa) et demanarà que matis al seu marit per a després suïcidar-se.
- 8 Ball: Expert en explosius. Segons la història va tindre els seus orígens en Sant Andreas treballant per a Wu Zi Mu.
- Mils donovan: Alcalde al qual salven la vida Salvatore i Toni.

## Armes disponibles
Hi ha un total de deu ranures que servixen per a seleccionar les armes i altres objectes que s'utilitzen en el joc. En cada ranura només pot haver-hi un objecte.
- 1a Ranura: Combat cos a cos: Punys, puny americà.
- 2a Ranura: Armes cos a cos: Ganivet, bat de beisbol, cisell, destral de mà, katana, serra elèctrica, stick d'hoquei, ganivet de carnisser, porra de la policia, tornavís i matxet.
- 3a Ranura: Pistoles: Pistola de 9mm, magnum .357 (Colt Python).
- 4a Ranura: Escopetes: Escopeta, retallada, escopeta de combat SPAS-12.
- 5a Ranura: Subfusells: TEC-9, MAC-10, micro-subfusil (IMI Uzi), H&K MP5K.
- 6a Ranura: Rifles d'assalt: AK-47, carrabina M4.
- 7a Ranura: Artilleria pesant: Llançacoets (RPG-7), minigun, metralladora M60, llançaflames.
- 8a Ranura: Explosius: Granades, còctel molòtov, granades amb detonador.
- 9a Ranura: Rifles de franctirador: PSG-1 (rifle de franctirador amb mira làser) i rifle de franctirador bàsic.
- 10a Ranura: Detonador (per a les granades) i càmera de fotos.

## Emissores de ràdio
Hi ha un total de 10 emissores de ràdio, amb gèneres que van des de la música clàssica a l'hip-hop, passant per música dels anys 80 o una cadena de programes parlats amb entrevistes a ciutadans de Liberty City. Estes només es poden escoltar al muntar en una moto o en un cotxe polsant les tecles dreta i esquerra del comandament. Les deu emissores són:
| - Head Ràdio: Pop - Double Clef FM: Música clàssica i òpera - Rise FM: House - Lips 106: Top 40 - Ràdio del Món: Música tradicional | - MSX 98: Drum and bass - K-Jah: Reggae - Flashback FM: Discoteca - The Liberty Jam: Hip-hop - LCFR: Programes parlats |

## Controls
PSP
El moviment del personatge es realitza per mitjà de l'estic analògic i amb el pad es canvia d'arma. El botó Select servix per a canviar el mode de la cambra. Per a activar el mode de punteria automàtica s'ha de mantindre polsat el botó R. Per a accedir al menú, on a més ve el mapa de Liberty City, cal polsar la tecla START. En el menú també es poden canviar els controls, fent que amb el pad es moga a Toni i amb l'estic analògic es canvie d'arma.
PS2
La versió PS2 combina característiques dels controls de les versions PS2 de GTA III, de Vice City i de San Andreas. El control de la cambra és semblant al de Sant Andreas, mentre que el moviment a peu i el sistema de punteria i armes és més paregut a GTA III o a Vice City. No obstant això, el sistema de punteria en tercera persona s'assembla a la mecànica de punteria de Sant Andreas.

## Multijugador
La versió PSP compta amb 7 modes multijugador, en els que es juga amb personatges de la mateixa trama. Estos personatges se n'aniran desbloquejant segons s'avanç en el joc. Els modes són:
1. Liberty City Survivor: És un joc tipus tots contra tots. El primer jugador a aconseguir un determinat nombre de morts o el que més haja aconseguit quan acabe el temps és el guanyador. També es pot jugar per equips. A l'acabar la història, es pot jugar en les tres illes i triar entre uns 60 personatges, però al començar-la només es pot triar entre 9 personatges i jugar en Pòrtland.
2. Protection Racket: En aquest joc, que es juga per equips, s'ha d'atacar la base enemiga i destruir quatre limusines. Quan el temps s'ha acabat o quan un equip ha destruït les quatre limusines, es canvien els objectius, sent els anteriors atacants els defensors i viceversa.
3. Get Stretch: Els jugadors intenten robar el cotxe de la base de l'altre equip i portar-la a la seua base. El joc acaba quan els jugadors han arribat a la puntuació límit o quan el temps s'acaba.
4. The Hit List: Els jugadors han de matar el jugador assenyalat tan ràpid com sigui possible. El jugador assenyalat ha de sobreviure el màxim temps possible. Els jugadors assenyalats es trien aleatòriment. Quan un jugador acaba amb el jugador assenyalat, rep temps extra que s'afegirà hi ha el seu temps de supervivència. Si el jugador assenyalat es munta en un vehicle, aquest rebrà dany a poc a poc.
5. Street Rage: És un joc en què els jugadors han de passar per uns punts de control com si fóra una carrera i gana el que arribe primer a meta. Els "pneumàtics apegalosos" milloren el maneig del vehicle per temps limitat i "reparació instantània" repara el cotxe.
6. The Wedding List: És un joc tipus tots contra tots en què els jugadors han de col·leccionar una sèrie de cotxes distribuïts per tota la ciutat i entregar-los en contenidors de mercaderies. només els jugadors que vagen en els cotxes sabran on estan els contenidors. Els jugadors com els majors diners que els hagen donat pels cotxes, guanyen el mode.
7. Tanks for the Memories: En aquest mode els jugadors han de muntar en un tanc i sobreviure el major temps possible i arribar al límit de temps del tanc. Els altres jugadors que no hagen muntat en ell hauran de destruir-ho. Si ho aconseguixen, el que més dany haja infligit muntarà en un altre tanc. El joc acaba quan un jugador arriba al límit de temps del tanc.

## Pistes personalitzades
Esta opció ja estava disponible en les versions XBOX i PC dels anteriors títols de les saga. Només està disponible en la versió PSP. Esta opció estava disponible en quant va eixir el joc, però no tenia aparentment cap utilitat. Pocs dies després del llançament, Rockstar Games va publicar una aplicació crida "Rockstar Custom Tracks v1.0" en la secció de descàrregues de la pàgina oficial.
El programa funciona de la manera següent: 
- S'introduïx un CD de música ORIGINAL''.
- Automàticament el programa ho reconeix i apareixen les cançons en pantalla.
- Havent connectat la PSP a l'ordinador per mitjà del cable USB, seleccionar les cançons que es volen escoltar en el joc i pressionar el botó morat que apareix a l'esquerra de les cançons. Per a açò cal tindre una partida guardada dins del Memory Estic.
- Una vegada en el joc, seleccionar dins del menú So l'opció de pistes personalitzades (o custom tracks en anglès).